# Birchiș, Arad
Birchiș (în maghiară Marosberkes) este satul de reședință al comunei cu același nume din județul Arad, Banat, România.

## Așezare
Localitatea Birchiș este situată în zona de contact a culoarului Mureșului cu Dealurile Lipovei, la o distanță de 81 km față de municipiul Arad.

## Istoric
Prima atestare documentară a localității Birchiș datează din anul 1596. 

## Economia
Economia este predominant agrară, cultura plantelor și creșterea animalelor fiind bine reprezentate.

## Turism
Localitatea Birchiș este cunoscută atât în țară cât și în străinătate pentru obiectele de ceramică realizate de meșterii locali.

## Personalități
- Dimitrie Bulzan (1875 - 1943), deputat în Marea Adunare Națională de la Alba Iulia 1918

## Galerie de imagini

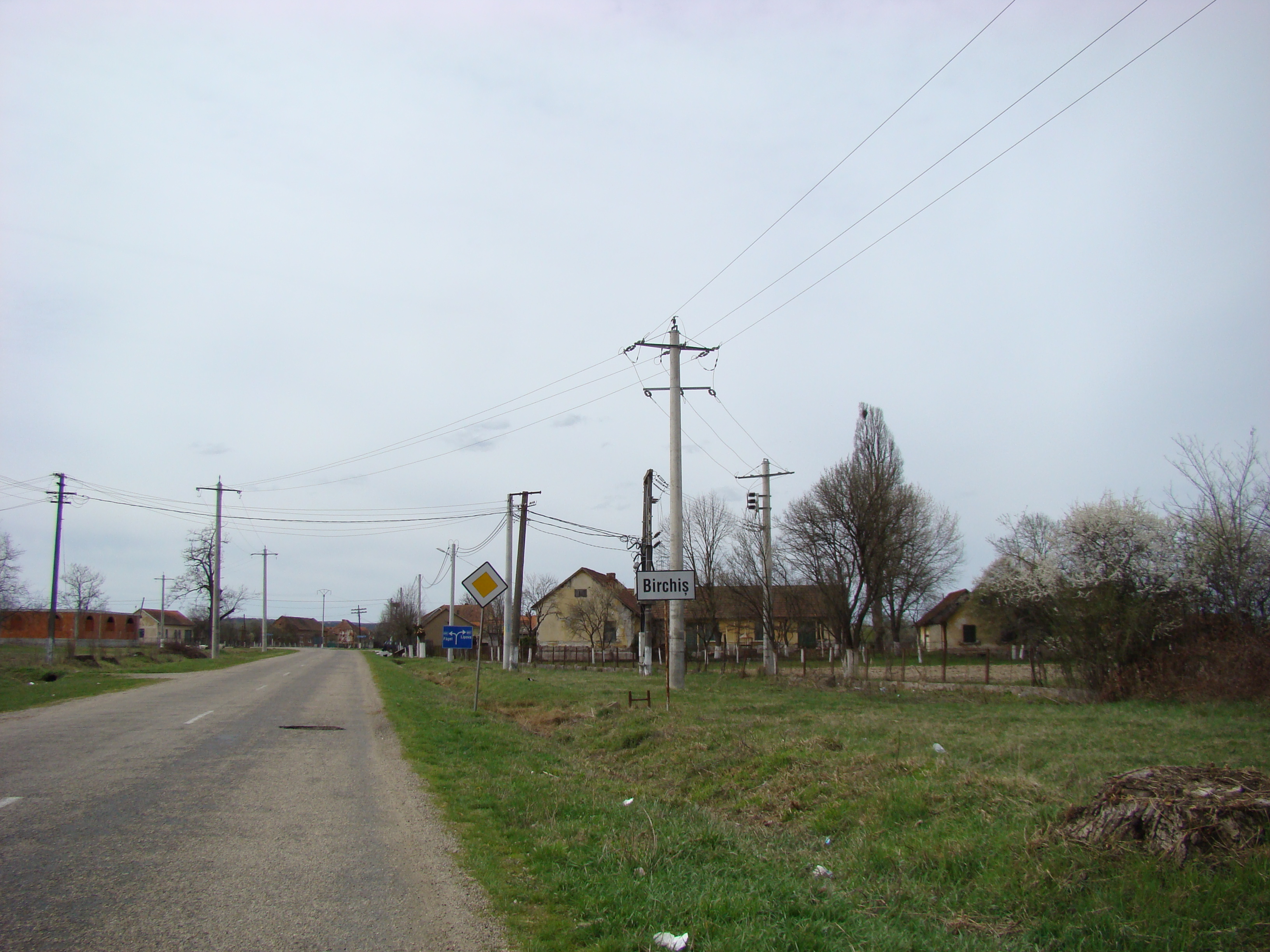
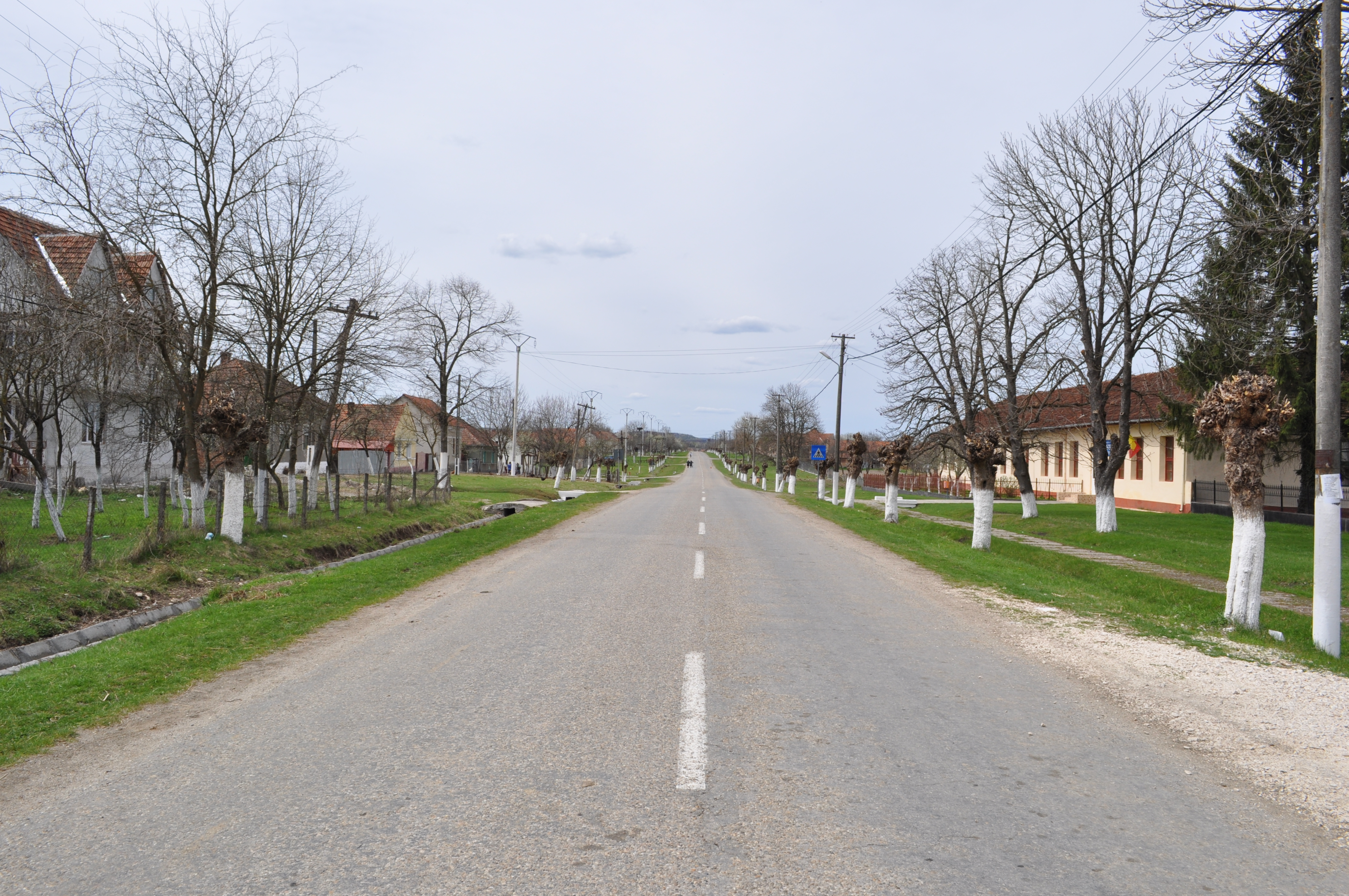
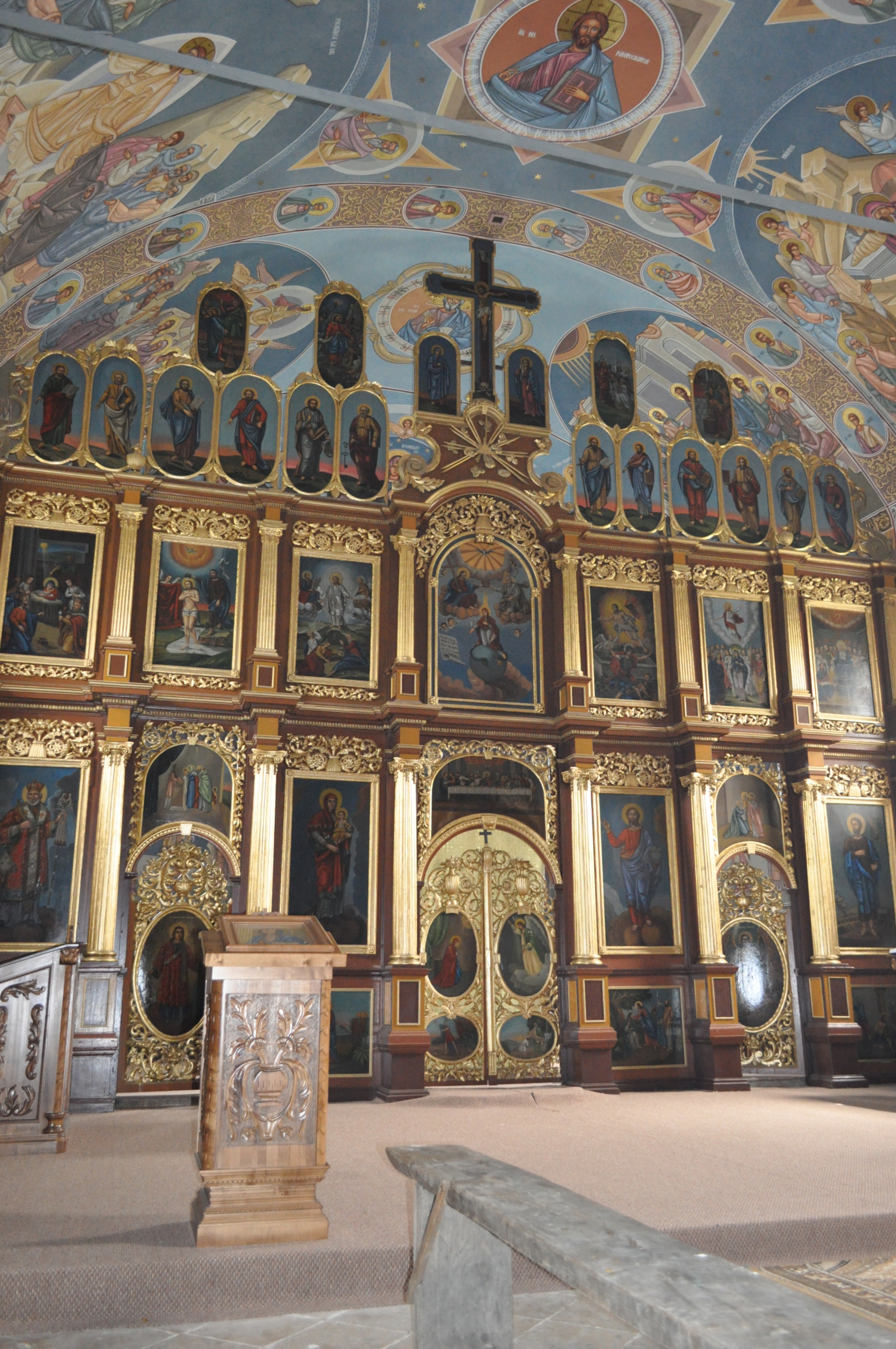
Biserica „Naşterea Maicii Domnului” (1811)